# Хююпия, Сами
Са́ми Ту́омас Хю́юпия (фин. Sami Tuomas Hyypiä; 7 октября 1973, Порвоо, Финляндия) — финский футболист, выступавший на позиции центрального защитника. Бо́льшую часть карьеры провёл в английском клубе «Ливерпуль». Сыграл более 100 матчей за сборную Финляндии. Многократно признавался лучшим футболистом Финляндии. После завершения карьеры игрока занимался тренерской деятельностью.

## Карьера игрока

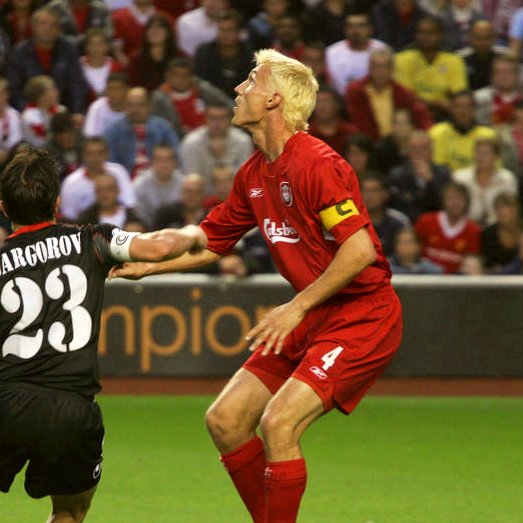
Хююпия в игре за «Ливерпуль»

Проведя десять полных сезонов в составе «Ливерпуля», 4 мая 2009 года Сами прошёл медосмотр в леверкузенском «Байере» и подписал с этой командой контракт сроком на два года. На следующий день Рафаэль Бенитес сообщил, что предлагал Хююпя продлить соглашение с «красными» на 1 год с возможностью позднее перейти на тренерскую должность, но защитник выбрал предложение «Байера» (двухлетний контракт). Тем не менее, предложение Хююпя войти в тренерский штаб «Ливерпуля» после завершения карьеры остаётся в силе. Хююпия был незаменимым игроком основы. Но с приходом Даниэля Аггера Хююпия стал реже появляться в основе. Завершил карьеру в 2011 году.

## Игровая характеристика
Высокий рост, сила, надёжность и стабильность делали финна центральной фигурой в обороне его клубов и сборной. Одной из главных особенностей Хююпия было его совершенное умение чисто отбирать мяч. В период с января 2000 по октябрь 2001 он не получил ни одного наказания в 87 матчах. За всю карьеру Хююпия получил лишь одну красную карточку (в чемпионате Англии). Помимо этих, выдающихся для центрального защитника показателей, игрок отличался высокой результативностью. Благодаря хорошей игре головой, он часто забивал после розыгрышей стандартных положений.

## Тренерская карьера
15 мая 2012 года Хююпия официально был назначен главным тренером леверкузенского «Байера»
. В помощники Сами взял себе Сашу Левандовски, образовав вместе с ним тренерский «тандем». 5 апреля 2014 года Хююпия был уволен из «Байера», а его место до конца сезона занял Саша Левандовски.
В июне 2014 года Хююпия возглавил английский клуб «Брайтон», заключив контракт на 3 года, однако покинул эту должность уже в декабре 2014 года, поскольку команда находилась в зоне вылета, занимая с 19 очками 22-е место в турнирной таблице.
21 августа 2015 года стал главным тренером «Цюриха», заключив контракт по схеме «2+1». 12 мая 2016 года после домашнего поражения 0:4 от прямого конкурента в турнирной таблице «Лугано» «Цюрих» объявил о расторжении контракта с Хююпия.

### Тренерская статистика
| Команда  | Страна         | Начало работы   | Окончание работы | Результаты | Результаты | Результаты | Результаты | Результаты |
| Команда  | Страна         | Начало работы   | Окончание работы | И          | В          | Н          | П          | В %        |
| -------- | -------------- | --------------- | ---------------- | ---------- | ---------- | ---------- | ---------- | ---------- |
| Байер 04 | Флаг Германии  | 15 мая 2012     | 5 апреля 2014    | 86         | 46         | 13         | 27         | 53.49      |
| Брайтон  | Флаг Англии    | 6 июня 2014     | 22 декабря 2014  | 26         | 6          | 10         | 10         | 23.08      |
| Цюрих    | Флаг Швейцарии | 31 августа 2015 | 12 мая 2016      | 30         | 9          | 10         | 11         | 30         |

## Достижения

### Командные
«МюПа-47»
- Кубок Финляндии (2): 1992, 1995

«Ливерпуль»
- Кубок лиги (2): 2001, 2003
- Кубок Англии (2): 2001, 2006
- Кубок УЕФА: 2001
- Суперкубок Англии (2): 2001, 2006
- Суперкубок УЕФА (2): 2001, 2005
- Лига чемпионов УЕФА: 2005

### Личные
- Лучший футболист Финляндии (9): 1999, 2001, 2002, 2003, 2005, 2006, 2008, 2009, 2010
- Лучший спортсмен Финляндии: 2001
- Вошёл в состав символической сборной УЕФА: 2001
- Входит в состав символической сборной Европы по версии ESM: 2000/01